# Brendan Williams
Brendan Clinton Williams (Urberville, 21 maggio 1978) è un ex rugbista a 15 australiano, per 12 stagioni estremo del Benetton dapprima nel campionato italiano e, a seguire, in Pro12.

## Biografia
Aborigeno proveniente da una cittadina dello Stato australiano del Nuovo Galles del Sud, Williams iniziò la sua carriera nelle file del Randwick, club dei dintorni di Sydney; ebbe una prima esperienza in Italia nelle file del Petrarca nel 1999-2000, stagione in cui si impose come miglior realizzatore di mete con 22; tornato in Australia militò, di nuovo, nel Randwick (con cui vinse il campionato statale del Nuovo Galles del Sud) e nella franchigia di Super rugby dei Waratahs; la burrascosa fine di una relazione sentimentale, unita a problemi personali, lo tennero tuttavia lontano dagli allenamenti per diverso tempo, e i Waratahs rescissero il contratto; tornò quindi in Italia, di nuovo al Petrarca nel campionato 2001-02 e, al termine della stagione, si trasferì al Benetton.
A Treviso "Dingo" (soprannome con cui è noto Williams, in riferimento al noto canide australiano) vinse al suo primo anno sia lo scudetto che la classifica realizzatori di mete, con 23; a tutto il 2009 Williams ha vinto cinque scudetti con il Benetton ed è stato per sette edizioni consecutive il miglior realizzatore di mete, sei volte delle quali in solitaria e, nel 2006-2007, in condominio con il figiano Sisa Koyamaibole del Petrarca e l'italiano Kaine Robertson del Viadana, tutti a quota 9 mete.
A livello internazionale, pur non essendo mai stato un Wallaby, rappresentò l'Australia in due edizioni dei Giochi del Commonwealth nella nazionale di rugby a 7 (1998 e 2006).
Al momento dell'ingaggio da parte del Benetton nel 2002, Williams fu in assoluto il secondo australiano (prima di lui solo Michael Lynagh) a militare in tale club.
Al momento del ritiro vantava più di 200 presenze in campionato col Benetton, di cui 138 (con 557 punti) nel Super 10 e le rimanenti in Pro12.

## Palmarès
- Campionati italiani: 5
Benetton Treviso: 2002-03, 2003-04, 2005-06, 2006-07, 2008-09
- Coppe Italia: 2
Benetton Treviso: 2004-05, 2009-10
- Supercoppe d'Italia: 2
Benetton Treviso: 2006, 2009